# PC Music
PC Music es un sello discográfico y un colectivo artístico con sede en Londres dirigido por el productor británico AG Cook. Se fundó en 2013 y ese año puso su música a disposición en la plataforma para música independiente SoundCloud. Los artistas en su lista incluyen a Hannah Diamond, GFOTY, Danny L Harle, EASYFUN, Namasenda y Planet 1999, entre otros. Los lanzamientos del sello se han exhibido en las compilaciones PC Music Volumen 1 (2015), Volumen 2 (2016) y Volumen 3 (2022).
El sello es conocido por su versión surrealista y exagerada de los tropos de la música pop de las décadas de 1990 y 2000, Esto es lo que le ha dado el nombre hiperpop a este tipo de música, siendo PC Music uno de sus principales exponentes. A menudo presentando voces femeninas con cambios de tono y texturas sintéticas brillantes, PC Music se ha caracterizado por abrazar la estética de la publicidad, el consumismo y la marca corporativa de una manera un poco irónica. Sus artistas a menudo presentan personajes ideados inspirados en la cibercultura. El sello ha inspirado tanto elogios como críticas de los periodistas y ha sido calificado de "polarizante".

## Trasfondo
El sello funciona como un colectivo en el que los artistas colaboran frecuentemente entre sí. Muchos de los nombres de los artistas son alias, lo que hace más difícil conocer las identidades y la cantidad de artistas del sello. Al principio, el sello mantuvo un estricto control sobre su marca y limitó su interacción con los periodistas, y a medida que su perfil creció, Cook se negó a interactuar con la prensa, descrita como una especie de figura de Berry Gordy dentro del grupo. La revista Vice dijo que los grupos de PC Music se entienden mejor no como personas vivas, sino como "piezas de arte meticulosamente planificadas y consideradas de larga duración... instalaciones vivas que emiten música". Cook mencionó la preferencia por "grabar a personas que normalmente no hacen música y tratarlos como si fueran artistas de un sello importante". En lugar de participar en campañas promocionales extendidas, la discográfica anuncia continuamente nuevos artistas. Cada uno desarrolla una personalidad prefabricada que se transmite a través de la jerga de Internet e imágenes de dibujos animados.

## Historia
Cook había trabajado anteriormente en Gamsonite, un "pseudo-sello" y en un blog que recopilaba sus primeras colaboraciones, entre otros proyectos, mientras estudiaba música en Goldsmiths, Universidad de Londres . Fundó PC Music en agosto de 2013, como una forma de adoptar un rol de A&R . En un año, el sello había publicado 40 canciones en SoundCloud donde, a partir de septiembre de 2014, algunas de ellas habían acumulado más de 100 000 escuchas, alcanzando cierta notoriedad en la comunidad de esta plataforma. Sin haber lanzado todavía un sencillo físico, su primera descarga paga no se produjo hasta el lanzamiento en noviembre de 2014 de "Every Night" de Hannah Diamond.  El sencillo " Hey QT " de QT también fue lanzado en 2014, en XL Recordings, con producción de Cook y la productora de fama internacional Sophie, afiliada de PC Music.
En marzo de 2014, el sello hizo su debut en vivo en los Estados Unidos cuando Cook, Sophie y QT actuaron en Hype Machine's Hype Hotel durante el South by Southwest . Al año siguiente, en marzo de 2015, varios miembros del colectivo aparecieron en una exhibición de sellos discográficos en South by Southwest . Cook lo describió como un "momento de renacimiento" para el grupo, avanzando hacia el funcionamiento como un sello discográfico real. Poco después, lanzaron su primer álbum recopilatorio oficial, titulado PC Music Volume 1 . El 8 de mayo de 2015, los artistas de PC Music actuaron en BRIC House en Brooklyn, Nueva York, como parte del Festival Red Bull Music Academy, para estrenar Pop Cube, "una red de realidad multimedia".

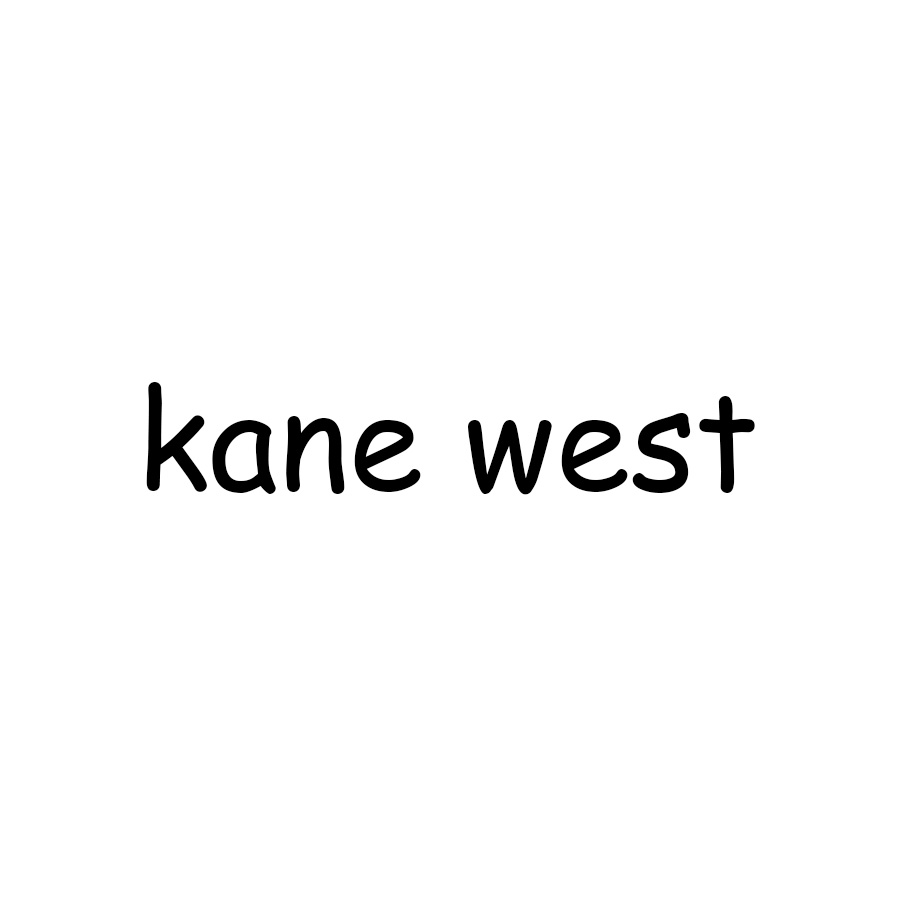
Arte promocional para el EP Western Beats de Kane West. El uso de Comic Sans alude a la tipografía de los primeros sitios web de la era 1.0 y a la estética y2k.

El 21 de octubre de 2015, el sello anunció en Facebook una asociación con el importante sello discográfico Columbia Records . El primer lanzamiento a través de esta asociación fue un EP del DJ Danny L Harle . En diciembre de 2015, PC Music lanzó el sencillo "Only You", una colaboración entre AG Cook y la estrella del pop chino Chris Lee, con un video musical dirigido por Kinga Burza.
El 18 de noviembre de 2016, PC Music lanzó la secuela a su primera compilación,  PC Music Volume 2 , una compilación con la mayor parte de la lista del sello. Una reseña en The Guardian lo elogió por ser "más hermoso y progresivo que nunca" y una prueba de que "Cook y su pandilla son las personas más inteligentes y reflexivas del pop británico".
El 16 de febrero de 2018, PC Music lanzó una compilación limitada en doble vinilo de los volúmenes 1 y 2 de PC Music  y, en diciembre de 2018, PC Music anunció nuevas reediciones en vinilo y CD de los volúmenes 1 y 2 de PC Music, así como el primer lanzamiento físico de la compilación Month of Mayhem del sello. GFOTY también anunció su salida del sello en este momento. Desde entonces ha firmado con un nuevo sello, Pretty Wavvy. 

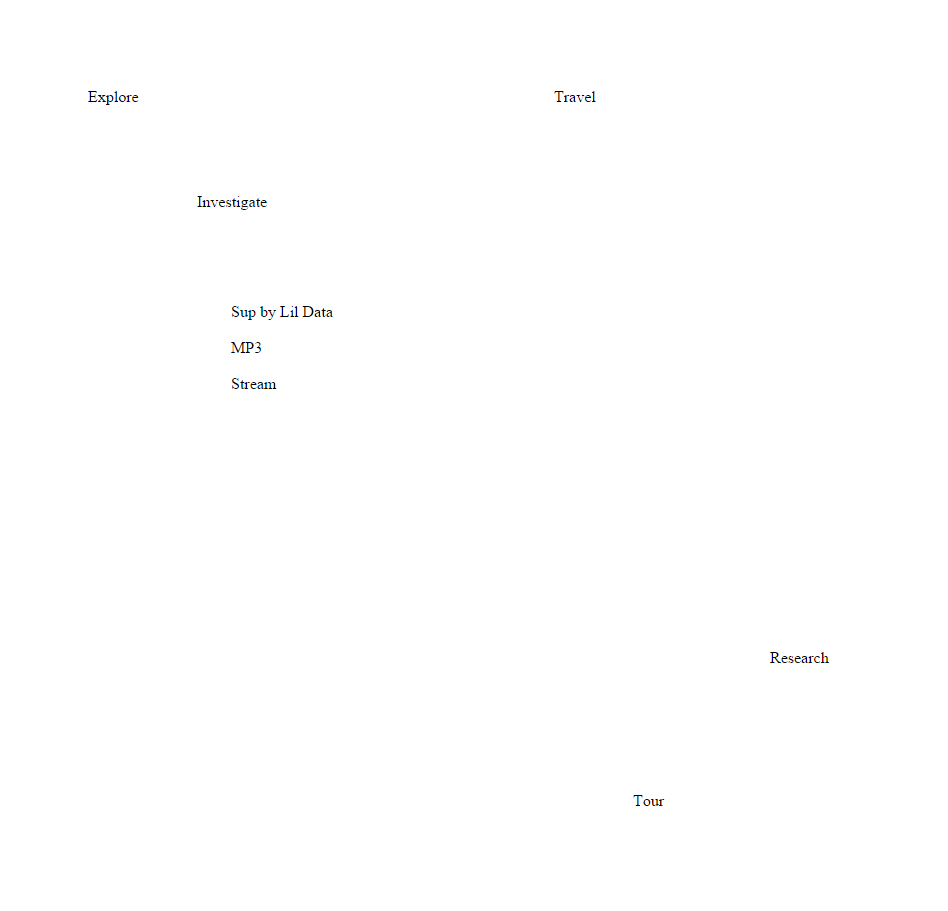
Un sitio web promocional de Sup by Lil Data, que incorpora influencias del net art.

## Sonido e Influencias
El sello ha lanzado música con un sonido consistente que Clive Martin, escribiendo para Vice, describió como "Una combinación lúdica de sonidos y géneros desechados". Lanre Bakare, escribiendo para The Guardian, identificó los elementos de la música como "las enormes explosiones de sintetizador favorecidas por grupos populares de Eurodance como Cascada, el subgrave del grime y el rango vocal agudo del happy hardcore ". Los estilos e influencias de la música que PC Music incorpora incluyen bubblegum dance, balearic trance, wonky y electro house. Cook cita la música pop coreana y japonesa y la cultura gyaru, así como el trabajo de producción de Max Martin, Jimmy Jam y Terry Lewis . Su producción consiste en superponer sonidos discordantes para producir mezclas caóticas, similares a las técnicas utilizadas en la música MIDI negra. Se utilizan cambios abruptos en el timbre y el ritmo para crear múltiples perspectivas de una personalidad. Cook también cita indirectamente al músico estadounidense Conlon Nancarrow como fuente de inspiración en PC Music Pop Cube Trailer 1.
La composición de canciones de PC Music a menudo trata el consumismo como tema. En su versión de los videos de compras, Lipgloss Twins incluye referencias a marcas de moda y maquillaje. Las voces en la mezcla del sello para DIS Magazine reflejan varias formas de marketing: etiquetas de identificación del productor, avances de películas y colocación de productos para un patrocinador. El sello trae cantantes sin experiencia para grabar sus canciones. Procesa excesivamente a fondo las voces, cambiando el tono hacia arriba o recortándolo para usarlo como elemento rítmico. Estas distorsiones crean una representación posirónica del consumismo, el dinero y el sexo.
La estética de PC Music combina elementos de ternura, camp y kawaii, aunque a menudo, como señala el crítico musical Maurice Marion para Rare Candy, con un trasfondo siniestro y lynchiano logrado mediante inversiones disonantes y armonización cáustica. Los críticos compararon la etiqueta con Ryan Trecartin en su ritmo irregular, "apropiación femenina" y jerga de niña del valle . En un artículo para Vice, Ryan Bassil sugirió que el estilo de PC Music permite una expresión más sincera de las emociones.
PC Music ha sido descrita como una versión menos "macho" del "renacimiento house", que aporta "juguetismo y feminidad"  a la subcultura de la música dance. La disponibilidad de software de música ha permitido la difusión de música dance de alta producción de músicos independientes, particularmente en SoundCloud. PC Music a menudo exagera la estética homogeneizada y de alta fidelidad de estas canciones. El editor adjunto de Vogue, Alex Frank, comentó que la manipulación abierta de las referencias culturales mostró un sentido del humor cínico, creando un enfoque insular para hacer música dance durante un período de renacimiento de la música house.
A fines de la década de 2010, el término " hiperpop " comenzó a usarse como un microgénero que se refería a la música asociada con el sello PC Music y los artistas a los que influía.

## Recepción
A medida que PC Music se hizo más prominente en 2014, la reacción a menudo se describió como "divisiva". Joe Moynihan, escribiendo en Fact, comentó que "PC Music, en poco más de un año, ha lanzado parte de la música pop más convincente de los últimos tiempos". Algunos críticos han encontrado que su sonido de trance de alto tempo es ingenuo o irritante.
PC Music recibió elogios en varios resúmenes de fin de año de 2014. Dazed incluyó a AG Cook en el número 12 en su "Dazed 100"; Fact nombró a PC Music como el mejor sello discográfico de 2014; The Huffington Post incluyó a PC Music en el número 3 en sus "Álbumes subestimados - 2014"; Resident Advisor incluyó a PC Music en el número 4 de sus "Principales sellos discográficos del año" en 2014; y Tiny Mix Tapes lo incluyeron en sus "15 sellos discográficos favoritos de 2014". La revista Spin nombró a PC Music su "Tendencia del año" para 2014. En 2021, The Forty-Five nombró a varios artistas de PC Music, incluidos AG Cook, umru y Hannah Diamond, en su lista de las mejores canciones hiperpop de todos los tiempos.

## Espectáculos en Vivo
PC Music ha producido una serie de exhibiciones enfocadas en sellos discográficos desde sus inicios. En mayo de 2016, PC Music presentó 'Pop Cosmos' en la Scala de Londres, con Danny L Harle, Hannah Diamond, GFOTY, AG Cook, Felicita, Easyfun y Spinee . En julio de 2016, PC Music realizó un nuevo evento único llamado 'Pop City' en Create en Los Ángeles. Además de las actuaciones programadas de los artistas de PC Music, el espectáculo contó con invitados, incluidos Carly Rae Jepsen, Charli XCX y QT. En la revista web 405, los espectáculos en vivo de PC Music se han descrito como rodeados de un aura auténtica y despreocupada y han sido reconocidos por su "valentía con visión de futuro para llevar la música pop a áreas nuevas y atrevidas".

## Artistas
Lista actual de artistas firmados con el sello
- A.G. Cook
- Astra King
- caro
- EasyFun
- felicita
- Hannah Diamond
- Holly Waxwing
- Hyd
- Lil Data
- Namasenda
- Ö
- Planet 1999
- umru

Artistas previamente firmados con el sello.
- Danny L Harle
- Finn Diesel
- GFOTY
- Kane West (Gus Lobban de Kero Kero Bonito)
- Spinee
- Tommy Cash

Artistas con un solo lanzamiento en solitario en el sello
- Chris Lee
- Maxo
- Princess Bambie
- Tielsie

Proyectos de grupo y alias alternativos del sello
 
- AFK (Ö y A. G. Cook)
- Danny Sunshine 
  - DJ LIFELINE (A. G. Cook)
  - DJ Warlord (A. G. Cook)
  - Dux Content (A. G. Cook y Danny L Harle)
  - EasyFX (A. G. Cook y EasyFun)
  - Guys Next Door (A. G. Cook y Oneohtrix Point Never)
  - Life Sim (especulado para ser A. G. Cook)
  - Lipgloss Twins (A. G. Cook y Felicita)
  - MC Boing (Danny L Harle y Lil Data)
  - Nu New Edition (especulado para ser A. G. Cook y/o Finn Diesel)
  - Thy Slaughter (A. G. Cook y EasyFun)
  - U.R.S.U.L.A. (especulado para ser A. G. Cook y Spinee)

Vocalistas y otros artistas destacados en el sello.
 
- 645AR
- Aj simons
- Alaska Reid
- Banoffee
- Carly Rae Jepsen
- Caroline Polachek
- Cecile Believe
- Charli XCX
- Chloe Sachikonye
- Clairo
- Denzel Himself
- Ellen Roberts
- Emily Verlander
- Eyelar
- emotegi
- Goth Jafar
- Harriet Pittard
- Hazel Yule
- Iiris
- Joey LaBeija
- Kero Kero Bonito
- La Zowi
- Laura Les
- Lewis Grant
- Matt Copson
- Merlin Nova
- Mowalola
- Noonie Bao
- Oklou
- Petal Supply
- Phoebe Ryan
- Raffy
- Ravenna Golden
- Rebecca Black
- Sarah Bonito
- Sophie Cates
- Sounds Like A U Problem

Artistas con al menos un lanzamiento remezclado por un artista del sello 
 
- 100 gecs
- Banoffee
- Baauer
- Bladee
- Bleachers
- Caroline Polachek
- Casey MQ
- Charli XCX
- Christine and the Queens
- DJ DJ Booth
- Dreamtrak
- Ed Sheeran
- Erika de Casier
- Hikaru Utada
- How To Dress Well
- Janet Jackson
- K.I.D
- Kacy Hill
- Kero Kero Bonito
- Lady Gaga
- lil aaron
- Max Tundra
- MNEK
- Oklou
- Oneohtrix Point Never
- Orchin
- Perfume Genius
- Phoenix
- Rostam
- Sekai no Owari
- Silly Boy Blue
- Slayyyter
- Spector
- Tinashe
- Wave Racer
- Whethan
- Yelle

## Discografía

### Álbumes recopilatorios
| Título                              | Detalles del álbum |
| ----------------------------------- | --- |
| PC Music Volume 1                   | - Lanzamiento: 2 de mayo de 2015 - Formato: Descarga digital, streaming - Artistas destacados: AG Cook, Hannah Diamond, GFOTY, Danny L Harle, Lipgloss Twins, Thy Slaughter, Easyfun |
| PC Music: Volume 2                  | - Lanzamiento: 18 de noviembre de 2016 - Formato: Descarga digital, streaming - Artistas destacados: Hannah Diamond, Danny L Harle, AG Cook, Easyfun, GFOTY, Felicita, Li Yuchun |
| PC Music Volumes 1 & 2              | - Lanzamiento: 18 de febrero de 2018 - Formato: LP, CD - Artistas destacados: AG Cook, Hannah Diamond, GFOTY, Danny L Harle, Easyfun, Felicita, Li Yuchun |
| Month of Mayhem                     | - Lanzamiento: 28 de julio de 2018 - Formato: Descarga digital, streaming, LP - Artistas destacados: Danny L Harle, AG Cook, Morrie, GFOTY, Spinee, Easyfun, Lil Data, Pobbles, Daniel Lopatin, tonight.burns.red |
| Appleville (Golden Ticket)          | - Lanzamiento: 22 de septiembre de 2022 - Formato: Descarga digital, streaming - Artistas destacados: AG Cook, Caroline Polachek, Hannah Diamond, Dorian Electra, Count Baldor, Astra King, Kero Kero Bonito, Planet 1999, Cali Cartier, Baseck, Quiet Local, Ö, Apple Guild Choir, The Grateful Zedd, Mintoaur Jr., Yo y U2, Harmain, Detrás de Philip Glass, Iggy Hyperpop, AC/PC, Soundloud, Vroom Halen, Appleback, Thy Moser, Half-Björc                  |
| Pop Crypt (Skeleton Key)            | |
| Pop Caroler’s Songbook              | - Lanzamiento: 19 de diciembre de 2020 - Formato: Descarga digital, streaming - Artistas destacados: Caroline Polachek, Hannah Diamond, AG Cook, Planet 1999, Alaska Reid, Holly Waxwing, Astra King, Kane West, Lewis Grant, Golin, Samuelspaniel, Umru, Silver Sphere, Ericdoa, Fraxiom, Jonny Gorgeous, Six Impala, Himera, Petal Supply, Gupi, Banoffee, Kelora, Cali Cartier, Baby Izo, Glitch Gum, Alice Longyu Gao, Folie, Caroline Lucent, Kai Whiston |
| PC Music volume 3                   | |
| Away From Keyboard [file not found] | |

### EPs
| Título                             | Detalles del álbum |
| ---------------------------------- | --- |
| Pop Carol (Free Present with RSVP) | - Lanzamiento: 9 de diciembre de 2020 - Formato: Descarga digital, streaming - Artistas destacados: AG Cook, Kai Whiston |

## enlaces externos
- Datos: Q18161125
- Multimedia: PC Music / Q18161125